# Ecklonia
Ecklonia ist eine Braunalgen-Gattung aus der Familie der Arthrothamnaceae.

## Beschreibung

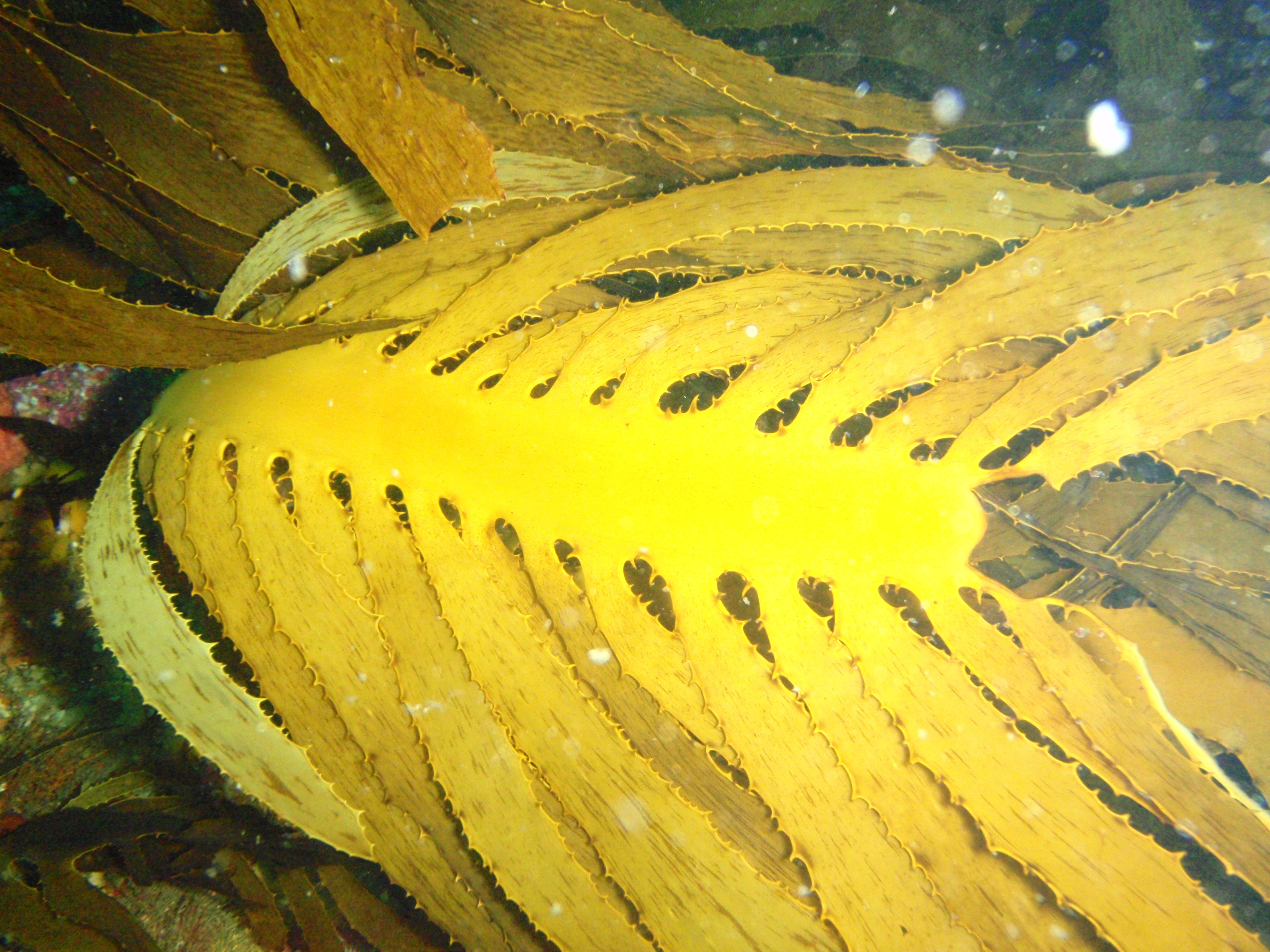
Gezähnte Ränder von Ecklonia

Der Thallus des Sporophyten ist 1 bis 15 Meter lang mit einem Haftorgan aus vielverzweigten Hapteren (Haftkrallen), aus denen jeweils eine einzelne Pflanze wächst. Die Stängel sind bleistiftförmig, solide oder hohl und 2 Zentimeter bis 12 Meter lang. Sie gehen jeweils in ein einzelnes Primärphylloid über. Aus dessen Rand können sich längliche Sekundärphylloide entwickeln. Die Phylloide sind glatt und der Länge nach runzelig – bei manchen Arten nur in der Jugend – oder stachelig, mit glatten oder gezähnten Rändern. Die Sporophyten der meisten Arten können sich nicht vegetativ vermehren. Die Anatomie – mit Schleimkanälen oder ohne – sowie die Struktur des Sporophyten-Sorus und der mikroskopischen Gametophyten sind typisch für Laminariales. Sori werden vor allem, aber nicht nur, auf den Sekundärphylloiden gebildet.
Die Unterscheidung von Ecklonia-Arten anhand äußerer morphologischer Merkmale kann Schwierigkeiten bereiten und Ecklonia radiata ist als einzelne Art besonders vielgestaltig.

## Verbreitung
Ecklonia-Arten kommen in vielen warmgemäßigten Regionen, vor allem der Südhalbkugel, vor und dominieren Tangwälder in Australien, Neuseeland, Südafrika und dem Nordwestpazifik. Im Nordostatlantik sind sie selten und im Nordostpazifik und Nordwestatlantik fehlen sie ganz. Vermutlich durch den Auftrieb von kälterem, nährstoffreichem Wasser reicht ihre Verbreitung im Arabischen Meer, dem Persischen Golf und in Westaustralien bis in tropische Breitengrade.

## Systematik

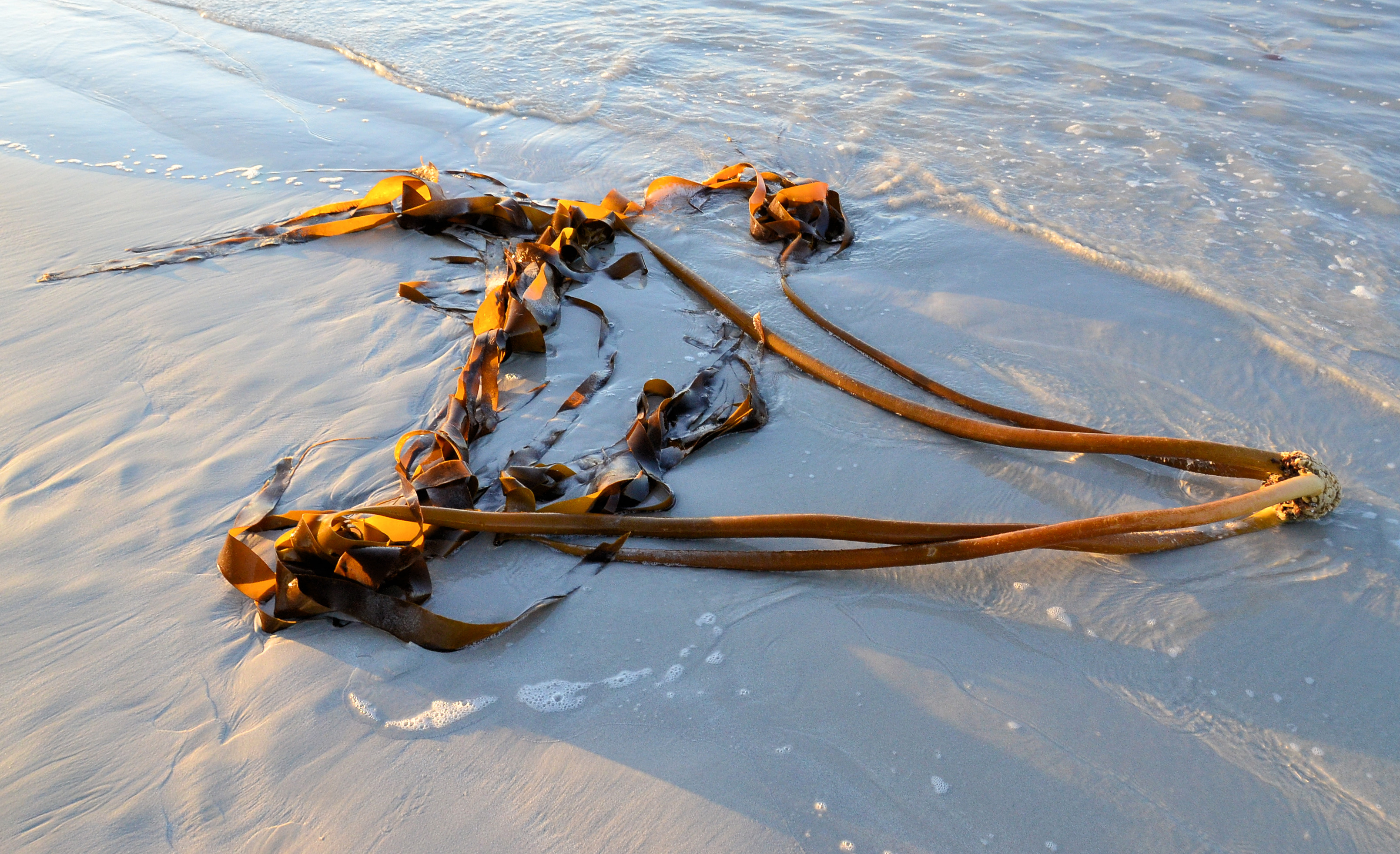
Ecklonia maxima, an einem Strand angespült

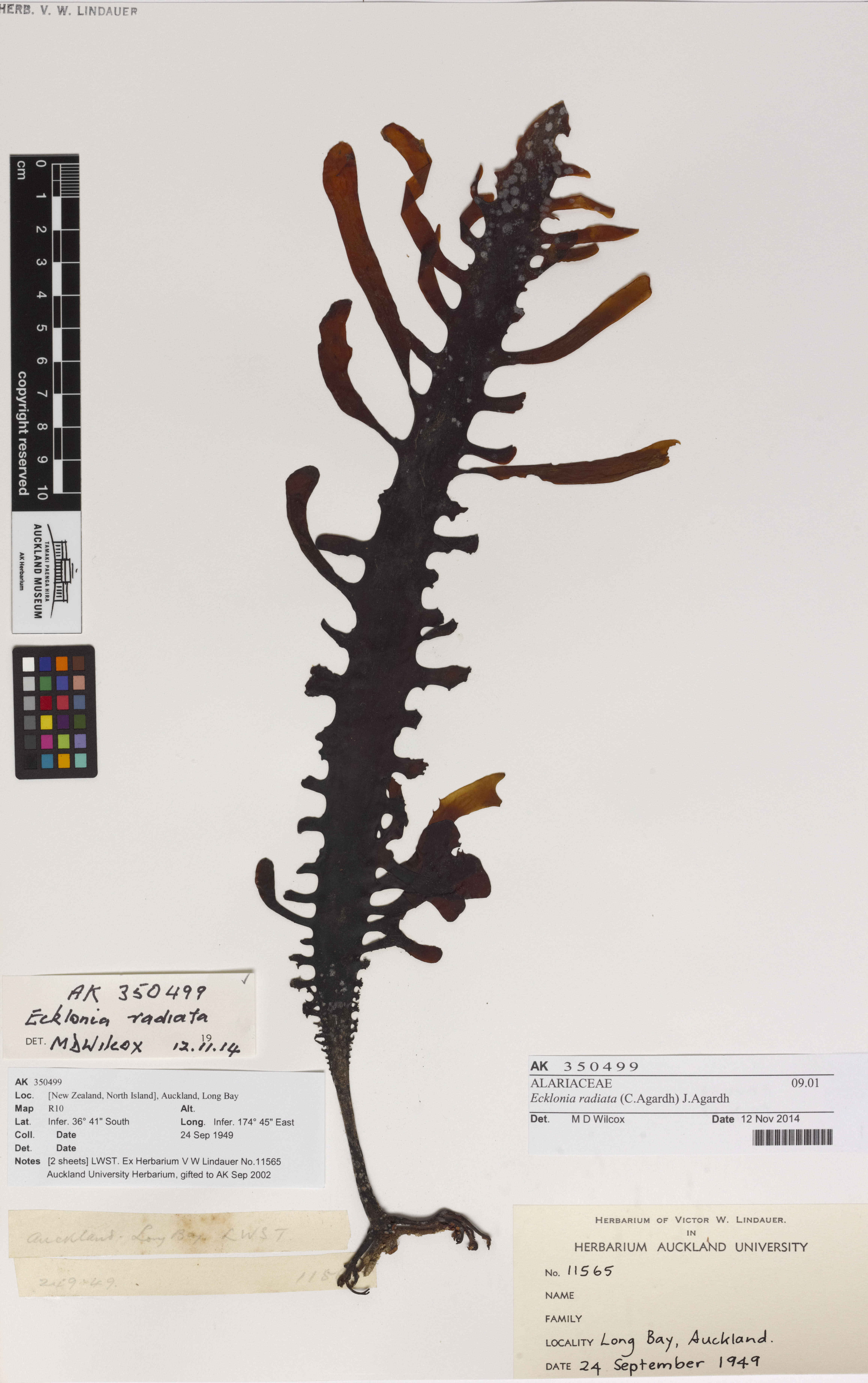
Herbariumsexemplar von Ecklonia radiata

AlgaeBase listet neun anerkannte Arten auf:
- Ecklonia biruncinata (Bory) Papenfuss
- Ecklonia brevipes J.Agardh: Neuseeland[4]
- Ecklonia cava Kjellman: in Japan,[5] Korea und China[6]
- Ecklonia fastigiata (Endlicher & Diesing) Papenfuss
- Ecklonia maxima (Osbeck) Papenfuss: im Sublitoral Südafrikas[7]
- Ecklonia muratii Feldmann: in Nordwestafrika[8] bzw. dem Nordostatlantik[2]
- Ecklonia radiata (C.Agardh) J.Agardh: in Südafrika, Madagaskar, Oman und dem zentralen Ostatlantik[9] sowie Australien und Neuseeland[10][11]
- Ecklonia radicosa (Kjellman) Okamura
- Ecklonia richardiana J.Agardh

Die folgenden Arten gelten mittlerweile als Synonyme anderer Taxa:
- Ecklonia arborea (Areschoug) M.D.Rothman, Mattio & J.J.Bolton: Synonym von Eisenia arborea
- Ecklonia bicyclis Kjellman: Synonym von Eisenia bicyclis
- Ecklonia buccinalis (Linnaeus) Hornemann: Synonym von Ecklonia maxima
- Ecklonia caepaestipes (Montagne) Endlicher: Synonym von Durvillaea antarctica
- Ecklonia exasperata (Turner) J.Agardh: Synonym von Ecklonia biruncinata
- Ecklonia kurome Okamura: Synonym von Ecklonia cava subsp. kurome
- Ecklonia latifolia Kjellman: Synonym von Ecklonia cava
- Ecklonia stolonifera Okamura: Synonym von Ecklonia cava subsp. stolonifera
- Ecklonia wrightii Harvey: Synonym von Eisenia bicyclis

Ecklonia cava sowie die Unterarten Ecklonia cava subsp. kurome und Ecklonia cava subsp. stolonifera lassen sich erfolgreich mit Eisenia bicyclis kreuzen, woraus bis zu 40 Zentimeter lange F1-Sporophyten hervorgehen. Wilde Hybriden aus Ecklonia radiata und Ecklonia maxima wurden in Borjiesrif (Südafrika) gefunden. In Japan wurden auch Hybriden aus Ecklonia radicosa und Ecklonia cava subsp. stolonifera sowie aus Ecklonia radicosa und Eisenia nipponica gefunden.

## Forschungsgeschichte
Die Erstbeschreibung der Gattung Ecklonia erfolgte 1828 anhand von Ecklonia buccinalis (= Ecklonia maxima) als Typus durch Jens Wilken Hornemann, der mit dieser Benennung Christian Friedrich Ecklon ehrte.
2001 ergaben molekular-phylogenetische Untersuchungen, dass die Gattungen Ecklonia, Eckloniopsis und Eisenia eine gemeinsame Klade bilden, die mit dem bereits früher veranschlagten Tribus der Eckloniaceae übereinstimmt. 2015 wurde vorgeschlagen, die Gattungen Eckloniopsis und Eisenia unter der Gattung Ecklonia zu vereinigen. Die Synonymisierung der Gattung Eisenia mit Ecklonia wurde 2020 wiederum verworfen.
Die Zuordnung von Ecklonia zu einer Familie wechselte mehrfach. 2006 wurde die sogenannte ALL-Klade der Laminariales – bestehend aus den Familien der Alariaceae, Laminariaceae und Lessoniaceae – neu sortiert, wobei die seit 1925 den Alariaceae zugeordnete Gattung Ecklonia zusammen mit Eckloniopsis (= Ecklonia radicosa), Egregia, Eisenia und Lessonia zu den Lessoniaceae gestellt wurde. 2016 wurde anhand einer phylogenomischen Studie vorgeschlagen, die Gattung Ecklonia in die Familie der Arthrothamnaceae statt der Lessoniaceae aufzunehmen.

## Verwendung
Hornemann zufolge wurde aus dem in Form gebrachten und anschließend getrockneten Ecklonia-Stängel ein Blasinstrument hergestellt, das einem Serpent ähnelte.
Vorbehandelte Ecklonia-Biomasse konnte in Versuchen toxische Chrom(VI)-Verbindungen zu weniger toxischem Chrom(III) reduzieren.
Ecklonia cava ist essbar und wird in der traditionellen Medizin Chinas, Koreas und Japans sowie als Tierfutter, Düngemittel und Rohmaterial für die Fucoidan- und Phlorotannin-Produktion verwendet. Zum pharmakologischen Potenzial von Ecklonia liegen zahlreiche Studien vor. Die Unterarten Ecklonia cava subsp. kurome und Ecklonia cava subsp. stolonifera werden unter anderem auf der japanischen Noto-Halbinsel geerntet und verarbeitet. Nachdem viele Tangwälder entlang der Pazifikküste Japans, wo Ecklonia auf felsigem Grund im Einflussbereich des Kuroshio wächst, vor allem ab den 1960er Jahren durch menschlichen Einfluss zerstört worden waren, folgten in den 1990er Jahren erste erfolgreiche Restaurationsversuche mit Ecklonia cava und Eisenia bicyclis.